# Shure Montreux Jazz Competition
Die Shure Montreux Jazz Competition war ein Nachwuchs-Musikwettbewerb, der zwischen 2003 und 2017 im Rahmen des Montreux Jazz Festival stattfand.

## Geschichte
Seit seinen Beginnen hat das Montreux Jazz Festival Nachwuchsmusiker eingeladen. Nach dem Fall des Eisernen Vorhangs gründete Claude Nobs zunächst einen Solo-Klavier-Wettbewerb, dann auch Wettbewerbe für Jazzsänger und Gitarristen im Bestreben, herausragende Interpreten zu finden; ein Ziel war dabei, verstärkt Musiker aus Osteuropa nach Montreux zu bringen.
Zwischen 2003 und 2017 wurde die Shure Montreux Jazz Competition (wie sie beständig hieß) jedes Jahr im Juni veranstaltet. Der Wettbewerb richtete sich an den Nachwuchs im Jazzgesang, die Teilnehmenden mussten weniger als 35 Jahre alt sein. Die ersten drei Preisträger erhielten einen Geldpreis, zusätzlich erhielt der erste Preisträger die Möglichkeit zu einer Studioaufnahme.

## Liste der Preisträger
| Jahr | 1. Preis                                       | 2. Preis              | 3. Preis          |
| ---- | ---------------------------------------------- | --------------------- | ----------------- |
| 2003 | Inga Swearingen                                |                       | Alexis Cole       |
| 2004 | Anna Serafińska (auch Publikumspreis)          |                       |                   |
| 2005 | Nikoletta Szőke (auch Publikumspreis)          |                       | Alexis Cole       |
| 2007 | Cyrille Aimée (auch Publikumspreis)            |                       |                   |
| 2008 | Sabine Kühlich                                 |                       |                   |
| 2009 | Aubrey Logan (auch Publikumspreis)             | Stacey Carter         | Charles Turner    |
| 2010 | Sanem Kalfa                                    | Yuliana Rogacheva     | Maria Joao Mendes |
| 2011 | Chiara Izzi; Sarah Marie Young (stimmengleich) | Luis Regidor          |                   |
| 2012 | Sarah Lancman                                  | Elena Mîndru          | Marie Martin      |
| 2013 | Wojciech Myrczek                               | Anastasiya Volokitina | Kenny Wesley      |
| 2014 | Alita Moses                                    | Laura Perrudin        | Myriam Bouk Moun  |
| 2015 | Alina Engibaryan                               | Vuyo Sotashe          | Yumi Ito          |
| 2016 | Arta Jekabsone                                 | Erik Leuthäuser       | Fabio Giacalone   |
| 2017 | Alexander Lövmark                              | Sara Decker           | Talie Monin       |